# Заяц, Вадим Григорьевич
Вадим Григорьевич Заяц (укр. Вадим Григорович Заяць; род. 1 июня 1974, Черновцы) — украинский футболист, тренер и спортивный функционер. Большую часть карьеры провел в черновицкой «Буковине» и запорожском «Металлурге».

## Биография
Выступал в командах «Буковина» (Черновцы), «Звезда» (Кировоград), «Металлург» (Запорожье), «Таврия» (Симферополь), «Закарпатье» (Ужгород). Играл под руководством таких известных тренеров, как Мирон Маркевич и Михаил Фоменко.
В составе запорожского «Металлурга» выступал в еврокубках, а в составе кировоградской «Звезды» был дважды участником полуфинальных матчей Кубка Украины. В «Буковине» играл в 1993—1998 годах и провел 134 матча, дебютировал в сезоне 1993/94, когда этот клуб выступал в высшей лиге. Однако большинство матчей за «буковинцев» провел в первой лиге. В течение 1999—2005 годов выступал в командах высшего дивизиона.
В 2010 году стал главным тренером черновицкой «Буковины», которую вывел из второй лиги в первую, завоевав чемпионство в группе. Осенью 2011 года едва не стал жертвой киллеров, которые ошиблись и выстрелили не в того человека. После долгого лечения Вадим с новыми силами продолжил руководить «Буковиной». В конце сезона 2011/12 вместе с «Буковиной» занял 6 место в турнирной таблице, а в сезоне 2012/13 занял 4 место в Первой лиге Украины. 31 августа 2013 года Заяц расторг контракт с «Буковиной».
С 2013 по 2014 год работал заместителем генерального директора команды «Таврия» (Симферополь). С 2015 по 2016 год — работал помощник спортивного директора команды «Металлист» (Харьков). В начале февраля 2019 года был избран президентом родного клуба: «Буковина». В июне 2023 года вошел в тренерский штаб Сергея Лавриненка, возглавившего ровенский «Верес».

## Достижения
В качестве игрока 
- Серебряный призёр Первой лиги Украины: 1995/96
- Чемпион Украины среди любительских команд: 2008

 В качестве тренера 
- Победитель Второй лиги Украины: 2009/10

### Награды
- Кавалер Ордена «За заслуги» ІІІ степени[5][6].

## Личная жизнь
Женат, в браке с Оксаной Заяц воспитывает дочь Александру. У Вадима есть родной старший брат, который также футболист — Валентин.

## Статистика
| Турниры             | Матчи | Количество забитых мячей |
| ------------------- | ----- | ------------------------ |
| Высшая лига Украины | 135   | 4                        |
| Кубок УЕФА          | 3     | 0                        |
| Первая лига Украины | 112   | 1                        |
| Кубок Украины       | 19    | 1                        |
| Вторая лига Украины | 10    | 1                        |
| Всего за карьеру    | 279   | 7                        |